# Werie Lehe
Werie Lehe är ett distrikt i Etiopien. Det ligger i den norra delen av landet, 600 km norr om huvudstaden Addis Abeba.